# UBQLN1
La ubiquilina 1 (UBQLN1) es una proteína codificada en humanos por el gen ubqln1.
La ubiquilina 1 es una proteína semejante a ubiquitina que comparte un elevado grado de similitud con los ortólogos correspondientes en levadura, rata y rana. Las ubiquilinas contienen un dominio semejante a ubiquitina en el extremo N-terminal y un dominio asociado a ubiquitina en el extremo C-terminal. Ellos se asocian físicamente con el proteasoma y con la ubiquitina ligasa, y por ello, se piensa que unen funcionalmente la maquinaria de ubiquitinación al proteasoma para efectuar la degradación de proteínas. La ubiquilina 1 también ha demostrado modular la acumulación de presenilinas, y en encontrada en lesiones asociadas con la enfermedad de Alzheimer y de Parkinson. Se han identificado dos variantes transcripcionales del gen que codifican diferentes isoformas de la proteína.

## Parecido con otras proteínas
UBQLN1 humana tiene un gran parecido con otras ubiquilinas, como UBQLN2 y UBQLN4.

## Interacciones
La proteína UBQLN1 ha demostrado ser capaz de interaccionar con:
- HERPUD1[5]
- P4HB[6]
- MTOR[7]
- UBE3A[8]
- PSEN1[9]
- PSEN2[9]